# Франсуаза Сеньє
Франсуа́за Сеньє́ (фр. Françoise Seigner; 7 квітня 1928, Париж, Франція — 13 жовтня 2008, там же) — французька акторка театру та кіно.

## Біографія
Франсуаза Сеньє є донькою відомого французького театрального та кіноактора Луї Сеньє. Вона також тітка акторок Еммануель, Матильди та співачки Марі-Амелі Сеньє. У двадцять років, незважаючи на небажання батька але за підтримки своєї матері, вона почала акторську кар'єру. Після відвідувань курсів Дені д'Інеса, вона стала студенткою Національної консерваторії драматичного мистецтва, де навчалася в класі Жана Йоннеля.
З 1953 року і більшу частину своє акторської кар'єри Сеньє перебувала в трупі театру Комеді Франсез. У 1969 році набула світової популярності завдяки ролі у фільмі Франсуа Трюффо «Дика дитина». Надалі мало знімалася в кіно, віддаючи перевагу роботі в театрі та на телебаченні.
Померла Франсуаза Сеньє 13 жовтня 2008 році в Парижі у віці 80-ти років від раку підшлункової залози.

## Фільмографія (вибіркова)
| Рік       |    | Українська назва             | Оригінальна назва                   | Роль                     |
| --------- | -- | ---------------------------- | ----------------------------------- | ------------------------ |
| 1965      | ф  | Ноги в гіпсі                 | Les pieds dans le plâtre            | мадемузазель Бозолон     |
| 1966—1986 | с  | У театрі сьогодні ввечері    | Au théâtre ce soir                  | дама                     |
| 1970      | ф  | Дика дитина                  | L'Enfant sauvage                    | мадам Геран              |
| 1974      | тф | Скупий                       | L'avare                             | Фрозін                   |
| 1975      | тф | Тартюф                       | Tartuffe                            | Дорінна                  |
| 1975      | тф | Лікар мимоволі               | Le médecin malgré lui               | Мартіна                  |
| 1975      | с  | Марія-Антуанетта             | Marie-Antoinette                    | імператриця Марія-Тереза |
| 1976      | тф | Лозен гранд-дами             | Le lauzun de la Grande Mademoiselle | гранд-дама               |
| 1982      | ф  | Знедолені                    | Les misérables                      | мадам Тенардьє           |
| 1983      | ф  | Молодожон                    | Le jeune marié                      | мати Біллі               |
| 1990      | тф | Другий                       | La seconde                          | Клара Селлер'є           |
| 1992      | тф | Принцеса Олександра          | rincesse Alexandra                  | Сесіль Мабійю            |
| 1994      | с  | Син шевця                    | Le fils du cordonnier               | місіс Куртуа             |
| 2005      | ф  | Клацни пальцем тільки раз... | Mon petit doigt m'a dit...          | тітка Ада Бересфорд      |